# Chiesa della Santissima Trinità (Scurcola Marsicana)
La chiesa della Santissima Trinità è un edificio religioso di Scurcola Marsicana, in provincia dell'Aquila e diocesi di Avezzano; fa parte della forania di Magliano de' Marsi.

## Storia

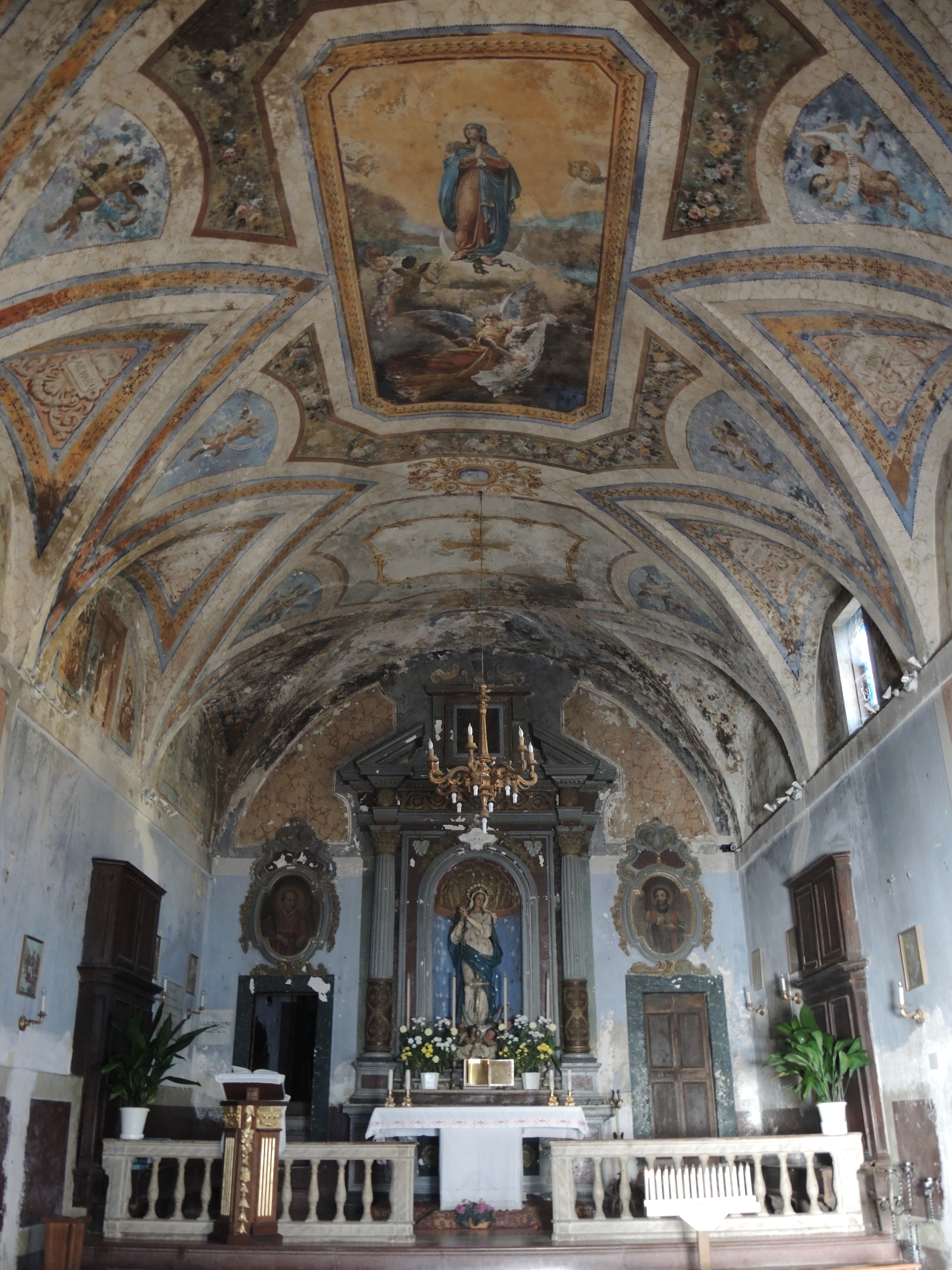
Altare e decorazioni interne

La chiesa della Santissima Trinità di Scurcola Marsicana fu edificata nella seconda metà del XVI secolo sul sito della preesistente chiesa medievale intitolata a san Tommaso risalente al XII secolo e riportata insieme alle altre chiese scurcolane, "Sancti Thomae, Sancti Angeli, Sancti Aegidii cum titulis suis in Sculpola", nella bolla pontificia del 1188 di papa Clemente III tra le pertinenze della diocesi dei Marsi. L'abbattimento nel 1570 della preesistente chiesa medievale segnò l'inizio dei lavori che terminarono nel 1584. L'anno successivo la chiesa fu elevata a collegiata e a chiesa madre di Scurcola dal vescovo marsicano, mons. Matteo Colli. In questo periodo i Colonna, signori del ducato di Tagliacozzo e della contea di Albe, favorirono i restauri delle chiese e avviarono numerose opere valorizzando il borgo.
Nel 1631 venne realizzata nelle forme del barocco la simmetrica scalinata a due rampe. Tra il 1634 e il 1635 la chiesa fu dotata dell'organo a canne e della cassa lignea dorata da donna Zenobia, consorte di Federico Bontempi, aristocratico del luogo. Nel Settecento la chiesa, ampiamente restaurata e decorata con motivi in stile Rococò, fu affiancata dalla cappella dell'Immacolata Concezione che nella metà del XVIII secolo fu dotata di un organo.
I restauri e alcune decorazioni risalgono al 1903 quando l'abate Vincenzo De Giorgio commissionò i lavori al pittore romano Francesco Giustiniani. In questo periodo venne fondata la locale confraternita della Santissima Trinità. 
La chiesa danneggiata dal terremoto di Rosciolo dei Marsi del 1904 e soprattutto dal terremoto della Marsica del 1915 fu restaurata e consolidata nel corso degli anni Cinquanta. Il pittore Giuseppe Scarlattei operò una copertura di colore grigio sulle decorazioni di inizio Novecento. Nel primo decennio degli anni Duemila sono stati promossi i lavori di recupero dell'impianto decorativo del Giustiniani e della cappella Vetoli affrescata all'inizio del XVII secolo da Angelo Guerra d'Anagni.

## Descrizione
La chiesa, ad unica e ampia navata, presenta cinque campate, le cappelle laterali e l'abside di forma semicircolare. La facciata in pietra, in stile tardorinascimentale, è impreziosita dalla scalinata barocca con due simmetriche rampe d'accesso. Le decorazioni del pittore Francesco Giustiniani, riportate allo splendore originale, risalgono ai primi anni del Novecento. I confessionali sono del Settecento, la croce d'argento di scuola sulmonese risale al Quattrocento.
La cassa d'organo lignea dorata è stata restaurata nei primi anni Duemila, l'organo invece è stato sostituito ed elettrificato.